# Gante-Wevelgem 1958
La Gante-Wevelgem 1958 fue la 20.ª edición de la carrera ciclista Gante-Wevelgem y se disputó el 6 de abril de 1958 sobre una distancia de 231 km.  
El belga Noël Fore (Groene Leeuw) ganó en la prueba al imponerse en solitario. Sus compatriotas Rik Van Looy y Alfred De Bruyne fueron segundo y tercero respectivamente. 

## Clasificación final
| Posición | Ciclista         | Equipo                   | Tiempo    |
| -------- | ---------------- | ------------------------ | --------- |
| 1        | Noël Fore        | Groene Leeuw             | 5h 33'11" |
| 2        | Rik Van Looy     | Faema                    | a 1'25"   |
| 3        | Alfred De Bruyne | Carpano                  | m.t.      |
| 4        | Rik Luyten       | Faema                    | m.t.      |
| 5        | Frans Schoubben  | Elve-Peugeot-Marvan      | m.t.      |
| 6        | Pino Cerami      | Elve-Peugeot-Marvan      | m.t.      |
| 7        | Seamus Elliott   | Helyett-Potin-Hutchinson | m.t.      |
| 8        | Jules Mertens    | Libertas-Dr. Mann        | m.t.      |
| 9        | Willy Schroeders | Faema                    | m.t.      |
| 10       | André Noyelle    | Groene Leeuw             | m.t.      |